# Musée national de littérature de Kiev
Le  musée national de la littérature  (en ukrainien : Національний музей літератури України) de Kiev se situe au 11 boulevard Khmelnitski.

## Historique
Fondé en 1986 il se situe dans un bâtiment du collège Gallagan de 1871 qui est classé.
Le musée gère aussi une extension qui est dans l'appartement de Mykola Bajan.